# Jesolo
Jesolo är en ort och kommun i storstadsregionen Venedig, innan 2015 provinsen Venedig, i regionen Veneto i nordöstra Italien vid Adriatiska havet cirka 40 km nordost om Venedig. Kommunen hade 26 563 invånare (2018). och gränsar till kommunerna Cavallino-Treporti, Eraclea, Musile di Piave, San Donà di Piave och Venedig.

## Lido di Jesolo
Lido di Jesolo har en sandstrand som är cirka 15 kilometer lång. Det finns också en lång paradgata med en hel del småtorg.

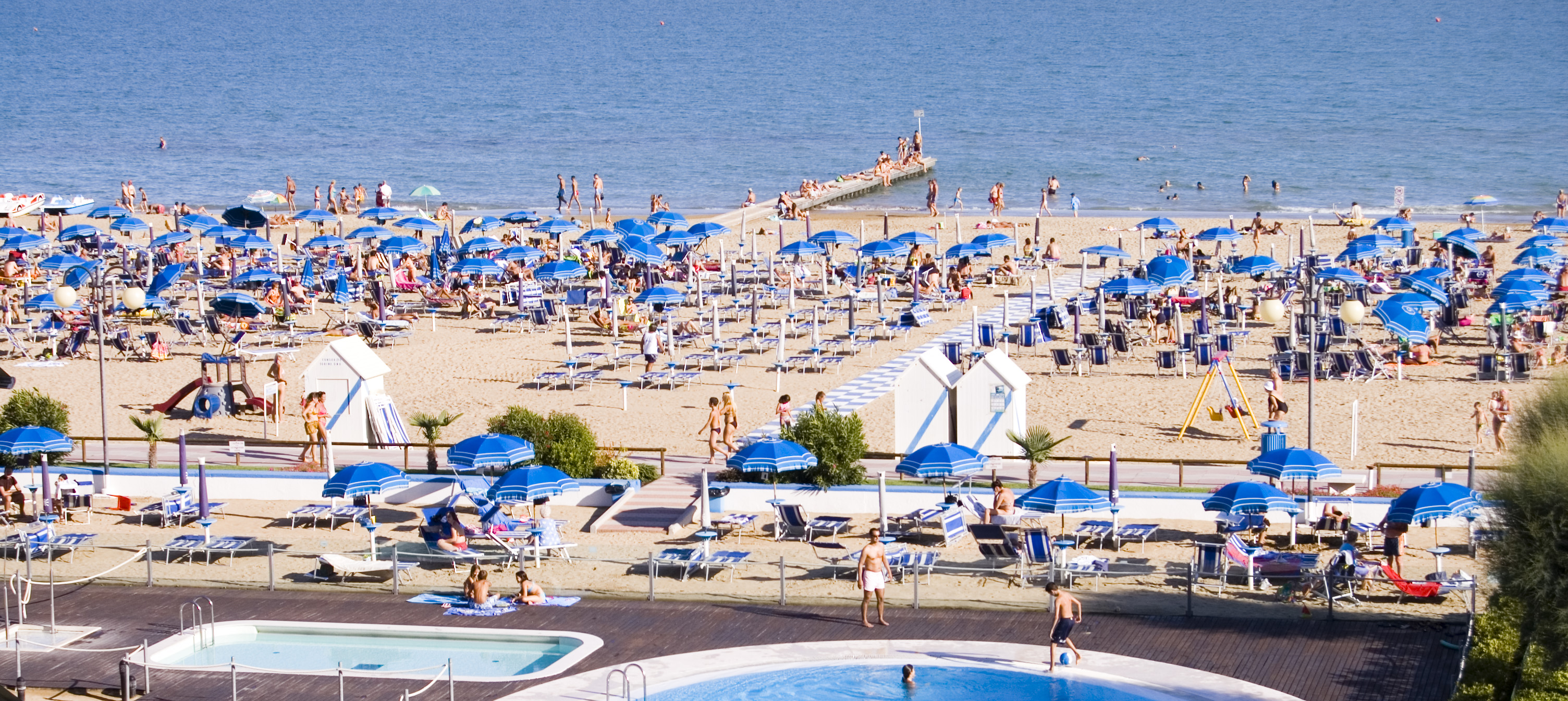
Lido di Jesolo i augusti 2006.

### Fotnoter
1. ↑  ”Territorial features, Total area (Engelska)”. Istituto Nazionale di Statistica. 2019. http://dati.istat.it/. Läst 20 november 2019.
2. 1 2  ”Statistiche demografiche ISTAT”. demo.istat.it. 2018. Arkiverad från originalet den 14 januari 2018. https://web.archive.org/web/20180114115045/http://demo.istat.it/bilmens2018gen/index.html. Läst 20 november 2019.